# Глэдис, Майкл
Майкл Джеймс Глэ́дис (англ. Michael James Gladis, род. 30 августа 1977, Хьюстон, Техас) — американский актёр. Наиболее известен по роли Пола Кинси в культовом телесериале AMC «Безумцы».

## Ранняя жизнь и образование
Глэдис родился в Хьюстоне, штат Техас. Он вырос в Фармингтоне, штат Коннектикут, в семье агента по продажам и маркетингу. Он окончил среднюю школу Фармингтона в 1995 году. Он был волонтёром для театральных постановок в школе Мисс Портер, всемирно известной местной школе для девочек, когда там требовались актёры на мужские роли. Он поступил в Школу искусств и дизайна в университете Альфред, но затем перевёлся в университет штата Нью-Йорк в Нью-Палц, от которого и получил диплом бакалавра в области театра в 1999 году.

## Карьера
До «Безумцев» он сыграл Юджина Росси в четырёх эпизодах «Третьей смены». Ранее он снялся в комедийном сериале «Орлиное сердце» телеканала Adult Swim. Глэдис появился в эпизодах сериалов «Воздействие» и «Закон и порядок: Специальный корпус». Он также озвучил Дадли Линча в MotionScan игре L.A. Noire и сыграл старшего матроса Евгения Борзенкова в фильме 2002 года «К-19». В 2015 году он исполнил роль лейтенанта Матиаса в фантастическом боевике «Терминатор: Генезис».

## Личная жизнь
В 2010 году Глэдис начал встречаться с актрисой Бет Берс. Они обручились в июле 2016 года и поженились 21 июля 2018 года.

## Фильмография

### Кино
| Год  | Название на русском         | Название на английском                        | Роль                     | Примечания      |
| ---- | --------------------------- | --------------------------------------------- | ------------------------ | --------------- |
| 2002 | К-19                        | K-19: The Widowmaker                          | Евгений Борзенков        |                 |
| 2004 | Газетчики                   | Press Gang                                    | Брайан                   | Короткометражка |
| 2012 |                             | The Argument with Beth Behrs & Michael Gladis |                          | Короткометражка |
| 2013 | В безопасности              | Armed Response                                | Брюс                     |                 |
| 2013 | Узел дьявола                | Devil's Knot                                  | Дэн Стидэм               |                 |
| 2013 | Рыцари королевства Крутизны | Knights of Badassdom                          | король Дайамонд          |                 |
| 2013 |                             | Low Expectations                              | Пернелл Робертс          | Короткометражка |
| 2014 | Небезопасно для работы      | Not Safe for Work                             | Джон Фергюсон/информатор |                 |
| 2014 |                             | Without Word                                  | Гарп Голт                |                 |
| 2015 | Терминатор: Генезис         | Terminator Genisys                            | лейтенант Матиас         |                 |

### Телевидение
| Год             | Название на русском                   | Название на английском            | Роль                       | Примечания                       |
| --------------- | ------------------------------------- | --------------------------------- | -------------------------- | -------------------------------- |
| 2003            | Таксист                               | Hack                              | Дэн Келли                  | Эпизод «Out of the Ashes»        |
| 2003            | Третья смена                          | Third Watch                       | Юджин Росси                | Второстепенная роль (4 эпизода)  |
| 2005            | Закон и порядок: Преступное намерение | Law & Order: Criminal Intent      | Донни                      | Эпизод «Prisoner»                |
| 2007            | Жизнь как приговор                    | Life                              | Дин Гилл                   | Эпизод «Serious Control Issues»  |
| 2007—2009, 2012 | Безумцы                               | Mad Men                           | Пол Кинси                  | Главная роль (40 эпизодов)       |
| 2009            | Хорошая жена                          | The Good Wife                     | Марк Ричардсон             | Эпизод «Lifeguard»               |
| 2010            | Закон и порядок: Преступное намерение | Law & Order: Criminal Intent      | Рэндалл                    | Эпизод «Love Sick»               |
| 2010            | Медиум                                | Medium                            | Дэйв Андерсон              | Эпизод «The Match Game»          |
| 2010            | Закон и порядок: Специальный корпус   | Law & Order: Special Victims Unit | Билл Диксон                | Эпизод «Branded»                 |
| 2011            | Доктор Хаус                           | House                             | Джейми                     | Эпизод «Family Practice»         |
| 2011            | L.A. Noire                            | L.A. Noire                        | Дадли Линч (голос)         | Видео-игра                       |
| 2011            | Воздействие                           | Leverage                          | Рид Рокуэлл                | Эпизод «The 15 Minutes Job»      |
| 2011—2012       | Орлиное сердце                        | Eagleheart                        | шеф                        | Главная роль (13 эпизодов)       |
| 2012            | Как я встретил вашу маму              | How I Met Your Mother             | Честер                     | Эпизод «Trilogy Time»            |
| 2013            | Правосудие                            | Justified                         | Кеннет                     | Эпизод «Money Trap»              |
| 2013            | Менталист                             | The Mentalist                     | Кёртис Уайли               | Эпизод «Red Lacquer Nail Polish» |
| 2013            | Революция                             | Revolution                        | капитан милицейской лодки  | Эпизод «The Love Boat»           |
| 2014            | Безрассудный                          | Reckless                          | Холланд Нокс               | Главная роль (6 эпизодов)        |
| 2015            | Батл Крик                             | Battle Creek                      | Роберт Уайтхолл            | Эпизод «Heirlooms»               |
| 2015            | Род человеческий                      | Extant                            | Нейт Малоун                | Второстепенная роль (6 эпизодов) |
| 2015            | Обитель лжи                           | House of Lies                     | Джон Эндрюс                | Второстепенная роль (3 эпизода)  |
| 2015            | Библиотекари                          | The Librarians                    | Чудовище Франкенштейна     | Эпизод «And the Broken Staff»    |
| 2016            | Элементарно                           | Elementary                        | Роджер Степлтон            | Эпизод «Hounded»                 |
| 2016            | Накорми зверя                         | Feed the Beast                    | Патрик «Зубная Фея» Войчик | Главная роль (10 эпизодов)       |
| 2020            | Страшные сказки: Город ангелов.       | Penny Dreadful: City of Angels    | Чарльтон Таунсенд          | Главная роль (10 эпизодов)       |